# Ештон Шварцман
Ештон Шварцман (англ. Ashton Schwartzman, нар. 18 січня 2003) — американський легкоатлет, який спеціалізується у бігу на короткі дистанції.

## Спортивні досягнення
Чемпіон світу серед юніорів у естафетному бігу 4×400 метрів (2022).